# Elektor TV Games Computer
Elektor TV Games Computer ( TVGC ) fue un kit armable de micrordenador vendido por Elektor desde abril de 1979. contaba con el CPU Signetics 2650  y el Signetics 2636 PVI para gráficos y sonido. Estos eran los mismos chips que se usaba la familia de consolas Interton VC 4000 .las diferencias mas notables eran Una ROM de 2K escrita por Philips y un lector de casete  entre el TVGC y la familia Interton. Muchos juegos de VC 4000 fueron ports de juegos de TV y juegos de computadora.  Es posible agregar ranuras para cartuchos al TVGC para permitirle jugar juegos de consola, y el módulo Hobby de la consola Acetronic lo transforma efectivamente en un TVGC básico.
La RAM y las capacidades de sonido de la computadora eran expandibles. En la versión ampliada se utilizan unos generadores de sonidos AY-3-8910 de General Instruments, lo que la convertía en una de las computadoras con mejor capacidad de generación de sonido más potentes de la época. Entre las otras expansiones descritas se encuentran un generador de ruido, generadores de números aleatorios y puertos de cartucho. El hardware y el software estaban disponibles en Elektor y Locosoft.
El número de octubre de 2008 de la revista Elektor presenta el TVGC en su sección "Retronics".